# パラダイムシフト
パラダイムシフト（英語: paradigm shift）とは、その時代や分野において当然のことと考えられていた認識や思想、社会全体の価値観などが、革命的に、もしくは劇的に変化すること。パラダイムチェンジともいう。

科学史家トーマス・クーンが科学革命で提唱したパラダイム概念の説明で用いられたものが拡大解釈されて一般化したものである。
一般用語としてのパラダイムは「規範」や「範例」を意味する単語であるが、科学史家トーマス・クーンの科学革命で提唱したパラダイム概念が、その意図からは誤解（誤用）となるほどに拡大解釈されて一般化されて用いられ始めた。拡大解釈された「パラダイム」は「認識のしかた」や「考え方」、「常識」、「支配的な解釈」、「旧態依然とした考え方」などの意味合いで使われている。
広義でのパラダイムシフトはこの過度な拡大解釈に基づいて「都合よく用いられる」ため、厳密な定義は特になく「発想の転換」や「見方を変える」、「固定観念を捨てろ」、「常識を疑え」などから始まり「斬新なアイディアにより時代が大きく動くこと」まで、さまざまな意味で使われている。
人類は歴史上、常に何らかの問題を抱えているため、常に解決が求められている。その解決をもたらす手段としての「パラダイムシフト」は、インパクトが強く印象的で、わかりやすい説得力を持ち一般に広まったものである。（→パラダイム#パラダイム概念の周辺）
このパラダイムシフトについて、ベストセラー書籍『7つの習慣』では、隠し絵『妻と義母』を引用し分かりやすく説明している。
狭義には、その時代や分野において主流だった（問題を抱えている）古い考え方に代わり（その問題を解決できる）新しい考え方が主流となることを指す。一個人や単体の組織による物の見方が変わることは指さない。

## 要因と事例
パラダイムシフトの例として、まず旧パラダイム（例：天動説）が支配的な時代は、多くの人（科学者）がその前提の下に問題解決（研究）を行い、一定の成果を上げるが、その前提では解決できない例外的な問題（惑星の動きがおかしい）が登場する。このような問題が累積すると、異端とされる考え方の中に問題解決のために有効なものが現れ、解決事例が増えていくことになる。そしてある時期に、新パラダイム（地動説）を拠り所にする者（科学者）の数が増えて、それを前提にした問題解決（研究）が多く行われるようになる。以後、以上の動きが繰り返される。そのため、『科学革命の構造』の著者であるトーマス・クーンによれば、パラダイムシフトを起こせるのは、ほとんどが若手か異分野の専門家であるという。
- ファブリカ - アンドレアス・ヴェサリウスによる。
- ケプラーの法則 - ケプラーによる。
- 万有引力の法則 - ニュートンによる。
- 地動説 - コペルニクスとガリレオによる。
- プレートテクトニクス - A.ヴェーゲナー、A.ホームズ、H.H.ヘス・R.ディーツ、T.ウィルソンらによる。
- 相対性理論 - アインシュタインによる。
- 量子力学

プランク、アインシュタイン、ボーア、ド・ブロイ、シュレーディンガー、ハイゼンベルク、ディラック、フェルミ、ボース、フォン・ノイマンらによる。
- 進化論 - ダーウィンによる。
- DNAの二重螺旋構造 - ワトソンとクリックによる。
- 収穫加速の法則 - レイ・カーツワイルによる。
- 恐竜ルネッサンス
- インド・ヨーロッパ祖語の喉音理論 - ソシュールによる[2]。
- 革新的発明 - 炎、文字、鉄、ホイール、羅針盤、火薬、マイクロチップなど。